# Ctenitis jiulungshanensis
Ctenitis jiulungshanensis là một loài thực vật có mạch trong họ Dryopteridaceae. Loài này được P.C. Chiu & G.H. Yao miêu tả khoa học đầu tiên năm 1982.